# BDO International

Bedrijfslogo

BDO is een internationaal opererende accountantsorganisatie en is qua omvang de vijfde accountants- en adviesorganisatie ter wereld na Deloitte, PwC, KPMG en EY. Het bedrijf neemt in Nederland eveneens qua omvang de vijfde plaats in. Het Nederlandse hoofdkantoor is gevestigd in Eindhoven, wereldwijd is Brussel het hoofdkantoor. Net als veel andere accountantskantoren is het een organisatie van samenwerkende partners, die door middel van een participatie gedeeltelijk eigenaar kunnen worden. Er werken wereldwijd meer dan 80.000 medewerkers in 144 landen. In Nederland werken omstreeks 2150 mensen voor de onderneming, in België meer dan 500 en in Suriname 54.
De klanten van BDO zijn te vinden in het midden- en kleinbedrijf, maar ook onder grote, internationale ondernemingen.

## Ontstaan
Adrianus Cornelis Fortgens legde in 1935 de basis voor de organisatie in Nederland. Eind 2000 is het huidige BDO Nederland ontstaan uit een fusie tussen de accountantskantoren Walgemoed in Noord-Nederland en Camps Obers in Zuid-Nederland.
Het internationale netwerk van BDO is opgericht in 1963 door vijf accountantskantoren uit Engeland, Duitsland, Nederland, VS en Canada. Tot en met 1973 werkten deze bedrijven samen onder de naam Binder Seidman International Group. Het merk en naam BDO is in 1973 ontstaan als afkorting van de naam Binder, Dijker Otte & Co., verwijzend naar de namen van drie oprichtende bedrijven Binder Hamlyn (Verenigd Koninkrijk), Dijker & Co (Nederland) en Otte & Co (Duitsland).
In elk land werd tot enkele jaren geleden een landelijke toevoeging in de naam opgenomen, sinds enkele jaren is deze toevoeging weggelaten en wordt wereldwijd gebruikgemaakt van de naam BDO.